# Società Sportiva Atletico Leonzio 1989-1990
Questa voce raccoglie le informazioni riguardanti la Società Sportiva Atletico Leonzio nelle competizioni ufficiali della stagione 1989-1990.

## Rosa
| N. |                   | Ruolo | Calciatore            |
| -- | ----------------- | ----- | --------------------- |
|    | Italia (bandiera) | C     | Nicola Aurisano       |
|    | Italia (bandiera) | C     | Ciro Festa            |
|    | Italia (bandiera) | C     | Rocco Frazzetto       |
|    | Italia (bandiera) | D     | Angelo Galfano        |
|    | Italia (bandiera) | A     | Giuseppe Galli        |
|    | Italia (bandiera) | P     | Alessandro Garofalo   |
|    | Italia (bandiera) | C     | Alfredo Giangrosso    |
|    | Italia (bandiera) | C     | Giovanni Grande       |
|    | Italia (bandiera) | C     | Filadelfo Insauto (I) |
|    | Italia (bandiera) | C     | Massimo Insauto (II)  |
|    | Italia (bandiera) | D     | Vincenzo Iossa        |
|    | Italia (bandiera) | P     | Filippo Latella       |

| N. |                   | Ruolo | Calciatore                |
| -- | ----------------- | ----- | ------------------------- |
|    | Italia (bandiera) | C     | Nicola Palermo            |
|    | Italia (bandiera) | C     | Andrea Perotti Casagrande |
|    | Italia (bandiera) | A     | Roberto Petricone         |
|    | Italia (bandiera) | D     | Rosario Picone            |
|    | Italia (bandiera) | D     | Sebastiano Pincio         |
|    | Italia (bandiera) | A     | Marcello Pitino           |
|    | Italia (bandiera) | C     | Roberto Regina            |
|    | Italia (bandiera) | D     | Francesco Santoro         |
|    | Italia (bandiera) | C     | Marcello Santostefano     |
|    | Italia (bandiera) | D     | Andrea Stimpfl            |
|    | Italia (bandiera) | C     | Giuseppe Tramontana       |